# Christian Stocker
Christian Stocker, född 20 mars 1960 i Wiener Neustadt, är en österrikisk politiker. Han är Österrikes förbundskansler och tillförordnad partiledare för konservativa österrikiska folkpartiet (ÖVP) sedan 2025.
Stocker blev förbundskansler efter en utdragen regeringsbildning till följd av valet i september 2024. Hans regering är en bred majoritetsregering och koalitionsregering mellan sitt eget parti, socialdemokratiska SPÖ och liberala NEOS.